# 노로 모랄레스

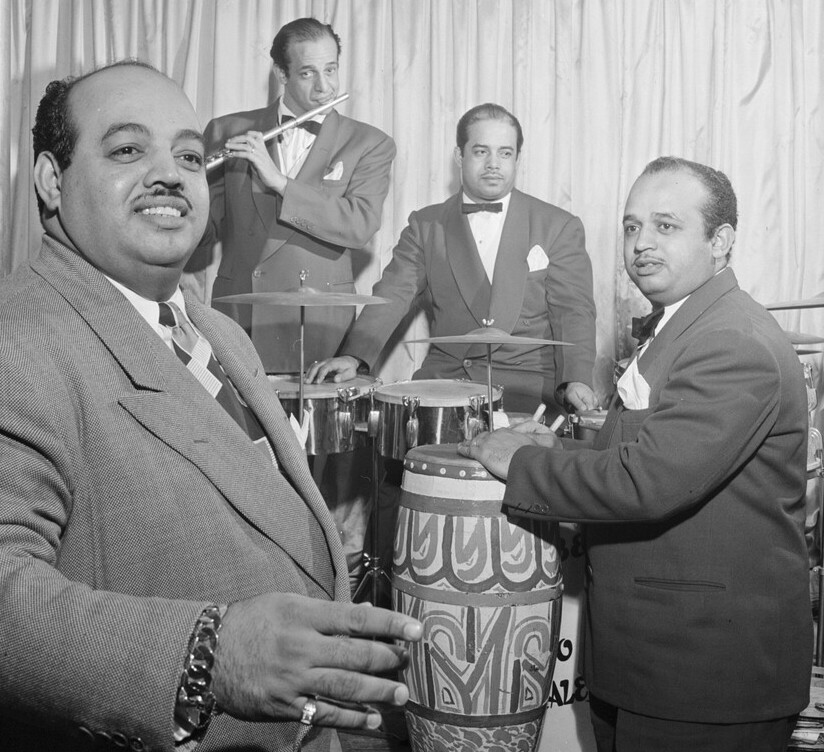
노로 모랄레스와 자신의 형제

노로 모랄레스(Noro Morales, 1911년 ~ 1964년)는 푸에르토리코의 피아니스트 및 작곡가이다. 푸에르토리코의 산후안에서 태어났다. 부친이 밴드 리더였기 때문에 노로도 어려서부터 음악을 즐겼으며, 각종 악기를 배웠다. 15세 때 부친이 사망 하자 그는 밴드의 리더가 되었다. 1935년에 미국으로 건너가 1939년에는 자체적으로 악단을 조직하였으며, 1950년대 이후에는 풀 밴드보다 자신의 피아노를 중심으로 한 캄보의 형태로 연주를 계속하였다. 그는 〈오지에 네그라〉, 〈빔 밤 붐〉 등의 곡을 만든 작곡가이기도 하다. 1964년에 사망하였으며, 또한 그의 동생 이지 모랄레스는 쿠가트 악단에서 활약한 일도 있는 플루트의 명수이다.